# 貝瑟尼 (伊利諾伊州)
贝瑟尼（英語：Bethany）是位於美國伊利諾伊州莫爾特里縣的一個村落。

## 地理
贝瑟尼的座標為39°38′41″N 88°44′21″W / 39.64472°N 88.73917°W，而該地最高點為海拔高度199米（即653英尺）。

## 人口
根據2010年美國人口普查的數據，贝瑟尼的面積為2.66平方千米，當中陸地面積為2.66平方千米，而水域面積為0.00平方千米。當地共有人口1352人，而人口密度為每平方千米508人。